# Bite Back
Bite Back é uma revista e um site registrado na Malásia que promove a causa da Libertação Animal, e especificamente a Animal Liberation Front (ALF). De acordo com o The Sunday Times, o nome é inspirado em uma campanha de incendiários contra a indústria de peles americana nos anos 90.
Seu fundador e editor, Nicolas Atwood, declarou que a missão da Bite Back é "apoiar prisioneiros de consciência dos direitos animais e informar os eventos atuais da luta".
O site também recebe comunicados anônimos de violência política, incluindo as da Animal Rights Militia, Justice Department e Animal Liberation Brigade.